# Simon Gallup
Simon Gallup, född 1 juni 1960 i Duxhurst, England, är brittisk basist, känd som medlem i bandet The Cure.
Efter att ha spelat i punkgrupper efterträdde Gallup Michael Dempsey som basist i The Cure 1979. Han medverkade på vad som kallats "The Dark Trilogy", albumen Seventeen Seconds, Faith och Pornography. Han lämnade 1982 bandet efter den synnerligen uppslitande "14 Explicit Moments Tour", då han dels slagits offentligt med sångaren Robert Smith och bandet sedan förklarade sig upplöst vid sin sista konsert på turnén, i Bryssel den 11 juni 1982. 
Tillsammans med gruppens roadie Gary Biddles bildade Gallup därefter gruppen Fools Dance som gav ut två EP-skivor. Gallup och Smith försonades dock 1985 och han har sedan dess förblivit i bandet. 
Hans bror Ric Gallup hjälpte The Cure göra videon Carnage Visors, som man visade som en del av showen under sin turné 1981. Simon Gallup har varit gift två gånger, ena gången med Carolé Joy Thompson, som är syster till The Cures gitarrist Porl Thompson, och sedan gift med Sarah.

## Diskografi
Med Lockjaw
- 1977 – "Radio Call Sign, The Young Ones" (7" singel)
- 1978 – "Journalist Jive, A Doong A Doong A, I'm A Virgin" (7" singel)

Med The Mag/Spys
- 1980 – "Life Blood, Bombs" (delad 7" singel med The Obtainers)

Studioalbum med The Cure
- 1980 – Seventeen Seconds
- 1981 – Faith
- 1982 – Pornography
- 1985 – The Head on the Door
- 1987 – Kiss Me, Kiss Me, Kiss Me
- 1989 – Disintegration
- 1992 – Wish
- 1996 – Wild Mood Swings
- 2000 – Bloodflowers
- 2004 – The Cure
- 2008 – 4:13 Dream

Med Fools Dance
- 1985 – Fools Dance (EP)
- 1987 – They'll Never Know (EP)